# Hind R. Boukli
Hind R. Boukli (Algeri, 18 maggio 1978) è una regista francese.

## Biografia
Dopo la laurea in Belle Arti alla Sorbona di Parigi I e la formazione presso la scuola Polytechnique d'Architecture & Urbanisme (epau) di Algeri, Hind si è dedicata alla fotografia. La sua prima esperienza è stata al Museo dei bambini “La Villa Mont Riant” e al “Bastion 23 - Palais des Rais” di Algeri. 
All'inizio del 2000, ha lavorato per il dipartimento artistico di Canal+, per il dipartimento trailer e poi per il dipartimento fotografico. 
Ha lavorato per diversi anni per diversi gruppi e agenzie di stampa come photo editor e poi come curatrice di progetti culturali per gruppi mediatici come Agence France Presse (AFP) e National Geographic.
Ha mosso i primi passi come direttore della fotografia in diversi cortometraggi e ha diretto due cortometraggi: Traveller nel 2021 e Reverso nel 2022.
Nel 2024 dirige Dans La Tête De Godard Et De Beauregard, un documentario che racconta la storia dell'incontro tra Jean-Luc Godard e il produttore Georges de Beauregard. Il documentario è una selezione ufficiale della Festa del Cinema di Roma.

## Filmografia

### Regista
- Traveller – cortometraggio (2021)
- Reverso - cortometraggio (2022)
- Dans La Tête de Godard et de Beauregard – documentario (2024)[4]

### Direttrice della fotografia
- 96 Jours Sans Joseph, regia di Wafa Boukli – cortometraggio (2017)
- Dans Tes Pas, regia di Fabien Remblier – cortometraggio (2018)
- Traveller, regia di Hind R. Boukli – cortometraggio (2021)
- Extrudia 3D, regia di José Eon – cortometraggio (2022)
- Reverso, regia di Hind R. Boukli – cortometraggio (2022)
- Jeanne, regia di Fabien Remblier – cortometraggio (2022)